# Christian Vadim

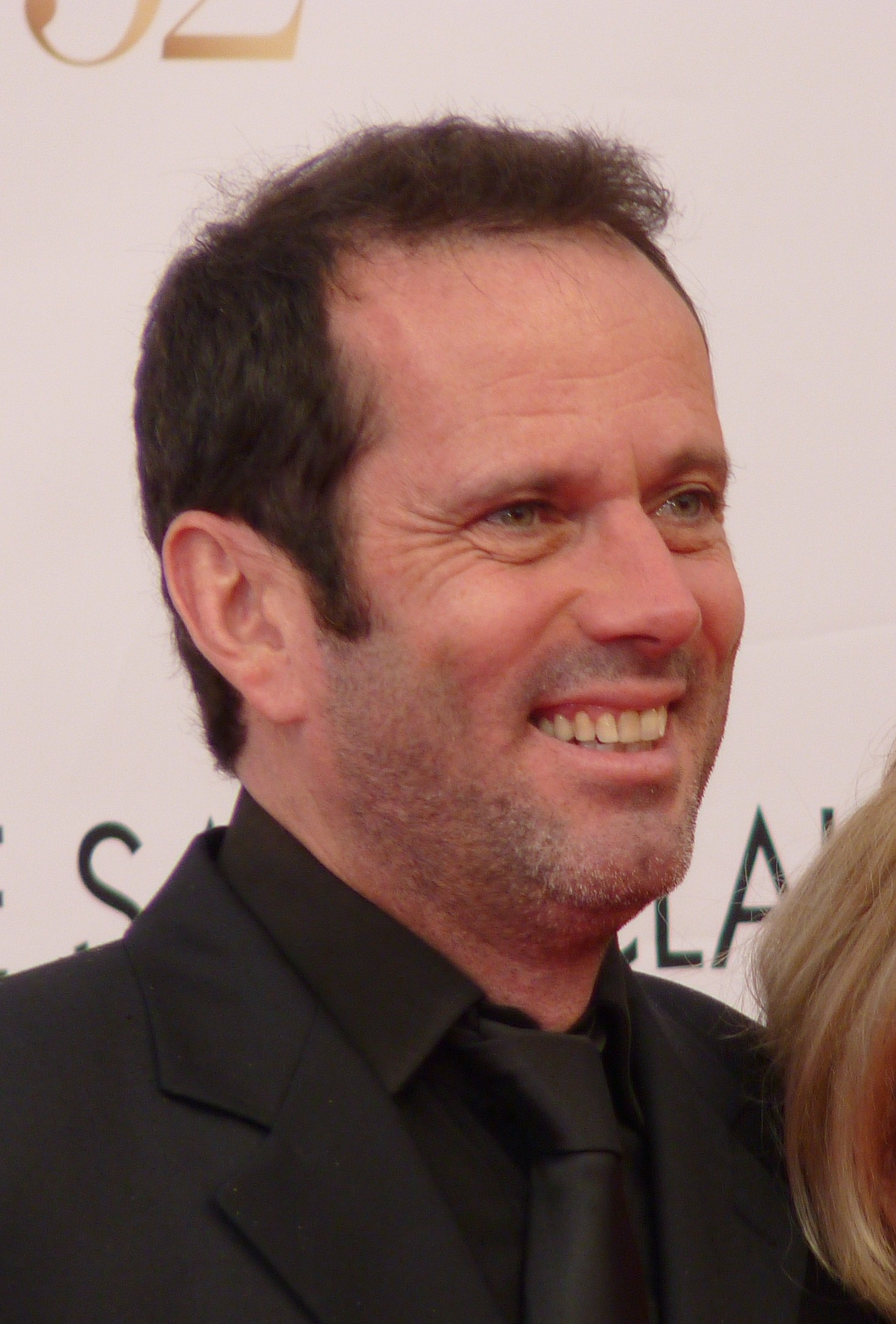
Christian Vadim

Christian Vadim (* 18. Juni 1963 in Boulogne-Billancourt) ist ein französischer Schauspieler.

## Biografie
Christian Vadim ist der Sohn der Schauspielerin Catherine Deneuve und des Regisseurs Roger Vadim. Er ist der Halbbruder der Schauspielerin Chiara Mastroianni aus der Beziehung seiner Mutter mit dem Schauspieler Marcello Mastroianni.
Im Alter von 20 Jahren gab Vadim sein Filmdebüt unter der Regie seines Vaters in dem komödiantischen Drama Surprise Party (1983), in dem er in der Hauptrolle als Mädchenschwarm Christian Bourget besetzt war. Ein Jahr später gab ihm Éric Rohmer die Rolle des Bastien in dem Liebesdrama Vollmondnächte. Das italienische Regieduo Castellano & Pipolo engagierte ihn als schmucken Helden der Erotikkomödie Spiegelei und Coca Cola (1984).
Danach wurde es bis auf einen TV-Film mit Jacques Weber, Vaines recherches (1987), etwas ruhiger. 1988 war er in einer Hauptrolle in der Fernsehserie Les nouveaux chevaliers du ciel zu sehen. Anfang der 1990er-Jahre spielte er wieder einige Kinohauptrollen (Tödlicher Winter, Une mauvaise fille, Jalousie) und 1999 an der Seite seiner Mutter in der Literaturverfilmung Die wiedergefundene Zeit. Mutter und Sohn spielten 2004 erneut zusammen, diesmal in dem Fernsehfilm Marie Bonaparte. Christian Vadim war auch häufig als Gaststar in den populären Serien Kommissar Moulin, Julie Lescaut, La Crim’ und Kommissar Navarro besetzt.

## Filmografie (Auswahl)
- 1983: Surprise Party
- 1984: Spiegelei und Coca Cola (College)
- 1984: Vollmondnächte (Les nuits de la pleine lune)
- 1999: Die wiedergefundene Zeit (Le temps retrouvé)
- 2002: Kommissar Navarro (Navarro, Fernsehserie, 1 Folge)
- 2003: Gefährliche Liebschaften (Les liaisons dangereuses, Fernsehzweiteiler)
- 2003: Julie Lescaut (Fernsehserie, 1 Folge)
- 2005: La Crim’ (Fernsehserie, 1 Folge)
- 2006: Kommissar Moulin (Commissaire Moulin, Fernsehserie, 1 Folge)
- 2008: Le crime est notre affaire
- 2012: Lines of Wellington – Sturm über Portugal (Lines of Wellington)
- 2014, 2015: Crime Scene Riviera (Section de recherches, Fernsehserie, 2 Folgen)
- 2024: The Worst Man in London (O Pior Homem de Londres)